# Ferruccio Tagliavini
Ferruccio Tagliavini (14 de agosto de 1913 - 28 de enero de 1995) fue un tenor cantante de ópera de nacionalidad italiana, activo principalmente en las décadas de 1940 y 1950. Esencialmente un tenor lírico, dotado de voz cálida y potente y de un persuasivo fraseo, fue considerado como el aparente heredero de Tito Schipa y Beniamino Gigli, aunque no confirmó esa prometedora trayectoria a lo largo de su carrera artística.

## Biografía

### Inicios
Nacido en Villa Cavazzoli, en la periferia de Reggio Emilia, siendo niño fue a vivir con su familia a Barco, donde se apasionó por el canto y, tras formarse en escuelas profesionales, se dedicó al estudio del violín y empezó a cantar en el coro de la iglesia, siendo conocido como el "pequeño Caruso". A pesar de que sus padres le alentaron a que tomara lecciones de canto, él se sintió atraído principalmente por la ingeniería eléctrica y por la mecánica hasta que su padre le convenció para que se inscribiera en el instituto "Achille Peri" de Reggio Emilia, donde en 1931 recibió sus primeras lecciones de canto impartidas por el maestro Pietro Melloni. En 1935, con el comienzo de la segunda guerra ítalo-etíope, partió voluntario al África Oriental Italiana, donde permaneció un año.

### Carrera artística
A los veinticuatro años de edad participó en un concurso de canto en Parma, ganando una beca que le permitió inscribirse en el Conservatorio Arrigo Boito, donde estudió bajo la dirección de Italo Brancucci. En 1938 venció el "Concorso Nazionale di Canto Lirico" gestionado por la Opera Nazionale Dopolavoro y pudo hacer un curso de perfeccionamiento en el Teatro Comunale de Florencia, donde el apoyo y los consejos del maestro Mario Labroca y las enseñanzas del tenor Amedeo Bassi fueron decisivos para su trayectoria. El 27 de octubre de 1938 debutó en Florencia con La bohème, obteniendo una gran éxito. Ese mismo año actuó por vez primera en la radio en un Concierto Martini & Rossi, y el 8 de febrero de 1939 actuó en La Fenice de Venecia en Il Campiello, junto a Margherita Carosio y Magda Olivero.
Otro importante debut fue el que hizo el 29 de enero de 1942 en el Teatro de La Scala con El barbero de Sevilla, cantando con Gianna Pederzini, Gino Bechi y Tancredi Pasero. Entre 1943 y 1945, durante la Campaña de Italia (Segunda Guerra Mundial), cantó en numerosos conciertos, exhibiéndose para las tropas aliadas americanas y británicas.
Tras el fin de la Segunda Guerra Mundial empezó también a actuar en el extranjero: el 11 de junio de 1946 debutó en el Teatro Colón de Buenos Aires con Tosca, actuando junto a su esposa, Pia Tassinari, y el 10 de enero de 1947 cantó La bohème en el Metropolitan Opera House de Nueva York, local en el que actuó de manera regular hasta el año 1955. El 13 de septiembre de 1950 cantó la misma obra en el Royal Opera House de Londres, y el 1 de julio de 1951 debutó en la Ópera de París con Un baile de máscaras.
En 1962, tras una ausencia de siete años, volvió al Metropolitan, haciendo una última actuación de El elixir de amory La bohème. Se retiró de la escena operística el 21 de julio de 1970 en el Anfiteatro romano de Benevento una vez más con El elixir de amor. El 20 de mayo de 1981 concluyó sus actuaciones en el Carnegie Hall de Nueva York con la ejecución, en forme de conciero, de la pieza L'amico Fritz.

### Cine
En 1941, gracias a su aspecto simpático y fotogénico, Tagliavini actuó para el cine con Voglio vivere così, película dirigida por Mario Mattoli que fue acogida con entusiasmo por el público, y en la cual interpretó la canción homónima escrita por Giovanni D'Anzi y Tito Manlio que pasó a ser su tema personal.
Su carrera cinematográfica continuó hasta el fin de los años 1950, formando parte del reparto de ocho filmes. Uno de ellos, Anema e core, tenía una faceta autobiográfica, ya que encarnaba a un electricista excepcionalmente dotado para el canto.

### Vida privada
En noviembre de 1940, con ocasión de L'amico Fritz en el Teatro Politeama (Palermo), conoció a la soprano Pia Tassinari, de la que se enamoró. Ambos se casaron el 30 de abril de 1941.
Alcanzado el éxito, Tagliavini tuvo aventuras sentimentales, sin preocuparse de ocultarlas, a pesar de estar felizmente casado. En 1949, cuando vivía en los Estados Unidos, fue llevado a los tribunales por la joven cantante Mary Phillips por una presunta paternidad, debiendo pagar 1050 dólares a favor de la pequeña Fiorenza Teresa, que en la época tenía dieciocho meses. En ese  mismo período inició una relación sentimental con la ex miss española Carmen, de la cual nacería una hija, Nanda, en agosto de 1950. Tagliavini también tuvo relaciones con la soprano Anna Moffo y con la soprano soubrette americana Jen-Jen.
En los años 1970 empezó una relación con la soprano Isabella Stramaglia, con la cual empezó a vivir, casándose con ella el 1 de agosto de 1992, tras haber obtenido el divorcio de Pia Tassinari. En 1974 tuvo otra hija, Barbara.
En 1988, en el transcurso de una gala en el Teatro Municipale de Reggio Emilia, le fue concedido el premio Agis Bnl "Una vida por el teatro". Después, Tagliavini pasó su vejez en soledad y pobreza, viviendo en la residencia de ancianos Villa Ilva de Cavriago, donde durante muchos años recibió una asignación mensual de Luciano Pavarotti. Ferruccio Tagliavini falleció en 1995 en Reggio Emilia, tras una larga estancia hospitalaria, a causa de los graves problemas respiratorios que lo afligían desde tiempo antes. Tenía 81 años de edad. Fue enterrado en el Cementerio Urbano de Reggio Emilia.

## Discografía

### Grabaciones en estudio
| Año  | Título Papel                                  | Reparto                                                        | Director                    | Sello        |
| ---- | --------------------------------------------- | -------------------------------------------------------------- | --------------------------- | ------------ |
| 1941 | L'amico Fritz Fritz Kobus                     | Pia Tassinari, Saturno Meletti, Amalia Pini                    | Pietro Mascagni             | Cetra        |
| 1951 | La bohème Rodolfo                             | Rosanna Carteri, Giuseppe Taddei, Elvina Ramella, Cesare Siepi | Gabriele Santini            | Cetra        |
| 1952 | La sonámbula Elvino                           | Lina Pagliughi, Cesare Siepi                                   | Franco Capuana              | Cetra        |
| 1953 | Martha Lyonel                                 | Pia Tassinari, Elena Rizzieri, Carlo Tagliabue                 | Francesco Molinari Pradelli | Cetra        |
| 1953 | Werther                                       | Pia Tassinari, Vittoria Neviani, Marcello Cortis               | Francesco Molinari Pradelli | Cetra        |
| 1953 | Madama Butterfly Pinkerton                    | Clara Petrella, Giuseppe Taddei, Mafalda Masini                | Angelo Questa               | Cetra        |
| 1954 | Rigoletto Duque de Mantua                     | Giuseppe Taddei, Lina Pagliughi, Giulio Neri, Irma Colasanti   | Angelo Questa               | Cetra        |
| 1954 | Mefistófeles Fausto                           | Giulio Neri, Marcella Pobbe, Ebe Ticozzi                       | Angelo Questa               | Cetra        |
| 1954 | Un baile de máscaras Riccardo                 | Mary Curtis Verna, Giuseppe Valdengo, Pia Tassinari            | Angelo Questa               | Cetra        |
| 1955 | La arlesiana Federico                         | Pia Tassinari, Paolo Silveri, Gianna Galli                     | Arturo Basile               | Cetra        |
| 1955 | Tosca Mario Cavaradossi                       | Gigliola Frazzoni, Giangiacomo Guelfi                          | Arturo Basile               | Cetra        |
| 1959 | Lucía de Lammermoor Sir Edgardo de Ravenswood | Maria Callas, Piero Cappuccilli, Bernard Ładysz                | Tullio Serafin              | Columbia/EMI |
| 1968 | El elixir de amor Nemorino                    | Fulvia Ciano, Giuseppe Valdengo, Gianni Maffeo                 | Ino Savini                  | Supraphon    |

### Grabaciones en director
- Falstaff, con Mariano Stabile, Tito Gobbi, Cloe Elmo, Franca Somigli, y Augusta Oltrabella, director Tullio Serafin - Berlín 1941
- Tosca, con Stella Roman y Alexander De Svéd, director Walter Herbert - Ciudad de México 1946
- La bohème, con Bidu Sayão, John Brownlee, Ghita Taghi y Giacomo Vaghi, director Antonio Guarnieri - Río de Janeiro 1946
- La bohème, con Bidu Sayão, John Brownlee, Mimi Benzell y Nicola Moscona, director Giuseppe Antonicelli - Nueva York 1948
- Lucía de Lammermoor, con Lily Pons, Robert Merrill y Nicola Moscona, director Pietro Cimara - Nueva York 1948
- Lucía de Lammermoor, con Lily Pons, Frank Valentino y Jerome Hines, director Pietro Cimara - Nueva York 1949
- El elixir de amor, con Bidu Sayão, Salvatore Baccaloni y Giuseppe Valdengo, director Giuseppe Antonicelli - Nueva York 1949
- Tosca, con Stella Roman y Alexander De Svéd, director Giuseppe Antonicelli - Nueva York 1950
- La traviata, con Licia Albanese y Paolo Silveri, director Alberto Erede - Nueva York 1950
- Werther, con Giulietta Simionato, Gino Orlandini y Dora Gatta, director Franco Capuana - Milán 1951
- Lucía de Lammermoor, con Lily Pons, Giuseppe Valdengo y Norman Scott, director Fausto Cleva - Nueva York 1951
- Tosca, con Dorothy Kirsten y Paul Schöffler, director Fausto Cleva - Nueva York 1952
- Tosca, con Renata Tebaldi y Tito Gobbi, director Francesco Molinari Pradelli - Londres 1955
- Un baile de máscaras, con Antonietta Stella, Giuseppe Taddei y Ebe Stignani, director Francesco Molinari Pradelli - Nápoles 1956
- Manon, con Victoria de los Ángeles y Afro Poli, director  Napoleone Annovazzi - Roma 1957
- Werther, con Leyla Gencer, Giuliana Tavolaccini y Mario Borriello, director Carlo Felice Cillario - Trieste 1959
- El elixir de amor, con Alda Noni, Paolo Montarsolo y Arturo La Porta, director Alberto Erede - Tokio 1959
- Los pescadores de perlas (en italiano), con Marcella Pobbe y Ugo Savarese, director Oliviero De Fabritiis - Nápoles 1959

## Filmografía
- Voglio vivere così, de Mario Mattoli (1941)
- La donna è mobile, de Mario Mattoli (1942)
- Ho tanta voglia di cantare, de Mario Mattoli (1943)
- Il barbiere di Siviglia, de Mario Costa (1947)
- Al diavolo la celebrità, de Mario Monicelli y Steno (1949)
- I cadetti di Guascogna, de Mario Mattoli (1950)
- Anema e core, de Mario Mattoli (1951)
- Vento di primavera, de Giulio Del Torre yArthur Maria Rabenalt (1959)